# La Charge (Casas)
La Charge est un tableau peint par Ramon Casas en 1899. Il mesure 298 cm de haut sur 470,5 cm de large. Il est conservé au Musée régional de Garrotxa en Catalogne.